# Guangde

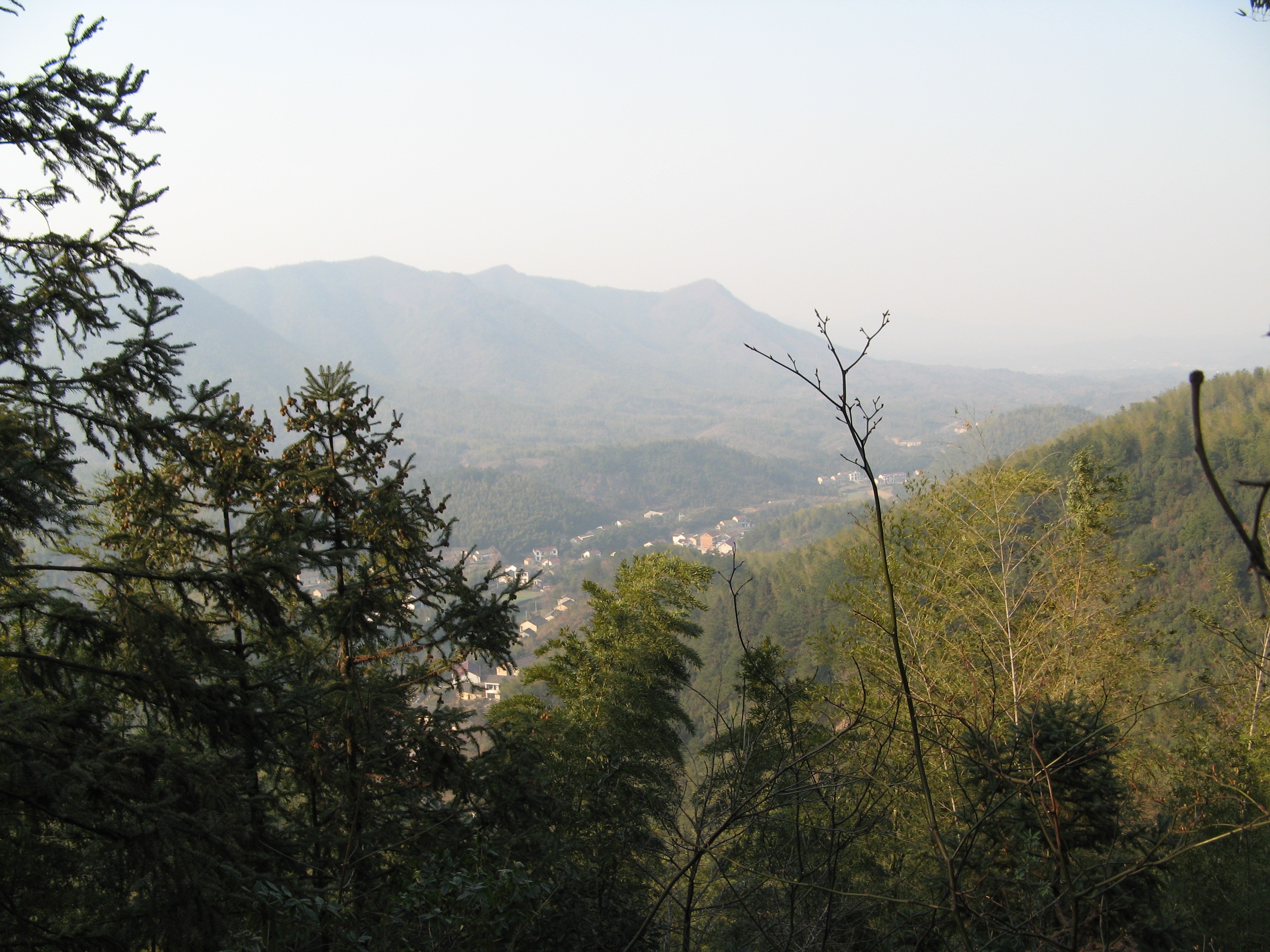
Landschaft im Kreis Guangde

Guangde (chinesisch 广德市, Pinyin Guǎngdé Shì) ist seit dem 6. August 2019 eine kreisfreie Stadt (vorher Kreis Guangde) auf dem Gebiet der bezirksfreien Stadt Xuancheng der chinesischen Provinz Anhui. Sie hat eine Fläche von 2.165 km² und zählt ca. 515.000 Einwohner (2019).
In Guangde befinden sich der Taijidong-Nationalpark mit den darin gelegenen Taiji-Höhlen (Großgemeinde Xinhang) und der Raketenstartplatz Basis 603 in der Großgemeinde Shijie.

## Administrative Gliederung
Auf Gemeindeebene setzt sich der Kreis aus fünf Großgemeinden und vier Gemeinden zusammen. Diese sind:
- Großgemeinde Taozhou (桃州镇), Sitz der Stadtregierung
- Großgemeinde Baidian (柏垫镇)
- Großgemeinde Shijie (誓节镇)
- Großgemeinde Qiucun (邱村镇)
- Großgemeinde Xinhang (新杭镇)
- Gemeinde Lucun (卢村乡)
- Gemeinde Dongting (东亭乡)
- Gemeinde Yangtan (杨滩乡)
- Gemeinde Sihe (四合乡)